# Cathédrale métropolitaine de Sucre
Cette  cathédrale n’est pas la seule cathédrale Notre-Dame-de-Guadalupe.
La cathédrale métropolitaine (en espagnol : Catedral basílica de Nuestra Señora de Guadalupe) à Sucre (anciennement La Plata) en Bolivie, est le siège de l'Église catholique romaine du pays.
L'église a été construite entre 1559 et 1712.

## Musique
Juan de Araujo était maestro de capilla (maître de musique dans l'usage français) donc maître du chœur, composé d'hommes adultes professionnels et de garçons en formation, tous chantant pour le service de la cathédrale de La Plata. Il exerça de 1680-1712. C'est dans ce cadre qu'il a été le maître de quatre futurs compositeurs criollos (en) importants, Andrés Flores, Sebastián de los Rios, Roque Jacinto de Chavarría et Blas Tardío de Guzmán (en), lui-même maître à partir de 1745.